# Open Sea Map

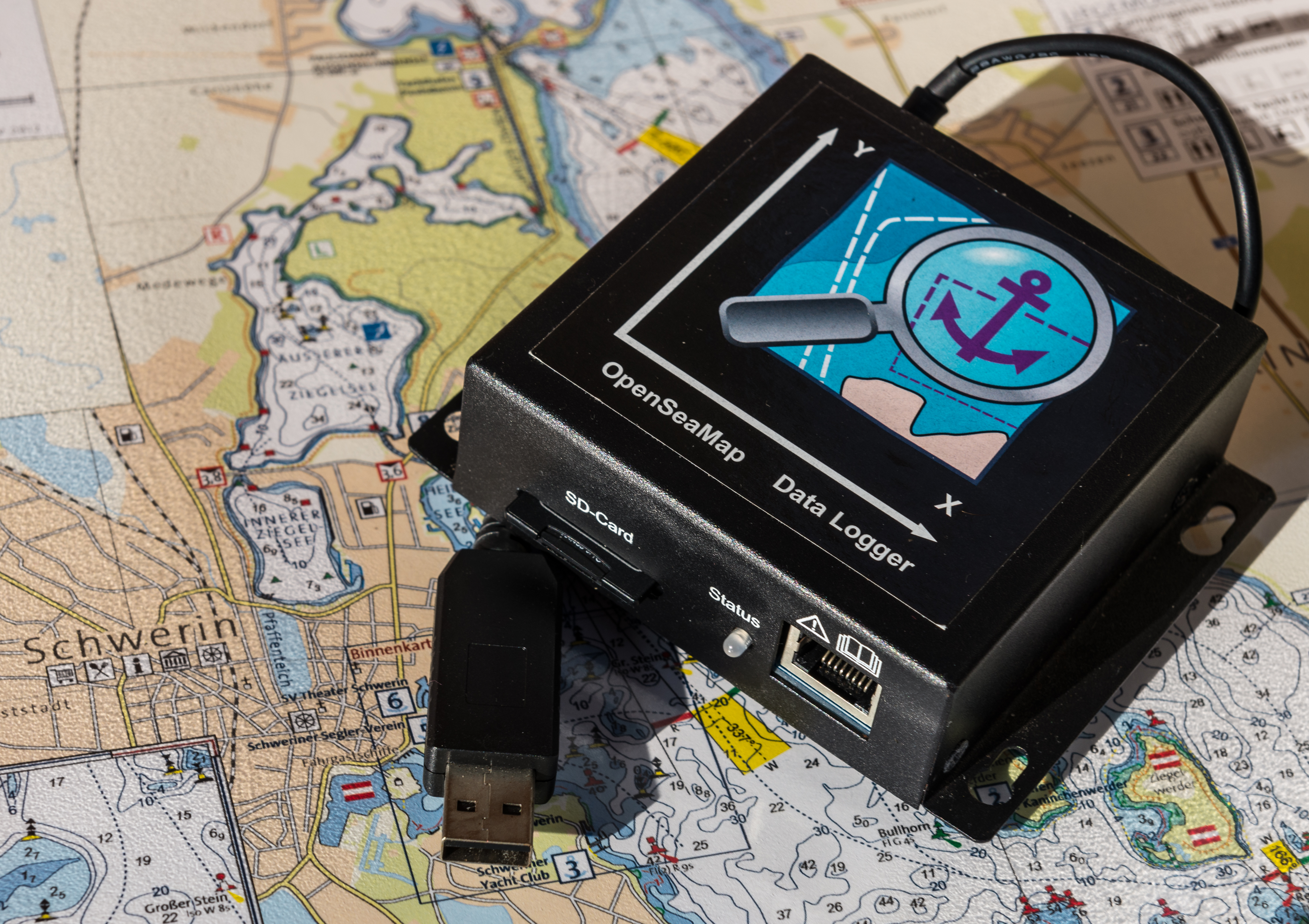
OpenSeaMap Data Logger

Open Sea Map, av utvecklarna skrivet OpenSeaMap, är ett fritt programvaruprojekt som tillhör kategorin GIS Geografiskt informationssystem. Målet är att skapa världsomspännande sjökort som ska få användas gratis via webb, men även för nedladdning att ha med i båt, eller helt enkelt för att komma åt när man saknar internetuppkoppling.
Projektet är en del av Open Street Map. OpenSeaMap använder samma databas, men kompletterar kartan med nautisk information.
Idag ligger projektet under Creative Commons Attribution ShareAlike 2.0-licens. Detta säkerställer att spridning via tryck, webbplatser och andra applikationer är möjlig, utan att begränsas av restriktiva licenser, eller att användare ska behöva betala avgifter för att använda tjänsten och dess innehåll.

## Bakgrund
Tanken med projektet föddes under Open Street Map Developer Conference hösten 2008 som hölls vid Linux Hotel i Essen, Tyskland.
En grupp båtfolk och programmerare bestämde sig för att utöka Open Street Map-projektet att täcka både hav och insjöar med sjökortsdata.
Redan från starten har projektet satsat på att vara globalt och flerspråkigt. I slutet av 2009 hade grunderna för projektet skapats, och en testhamn Warnemünde i norra Tyskland kartlades som ett exempelsjökort.
Sedan hösten 2009 har det funnits en dedikerad server och projektet ingår i flera andra öppna samarbeten med andra fria mjukvaruprojekt och organisationer.
I januari 2010 fick Open Sea Map en egen monter på den årliga båtmässan i Düsseldorf, Europas största båtmässa, så volontärer för projektet fick möjlighet att för första gången presentera projektet för en större skara experter och båtfolk som kan tänkas vara den framtida användarmålgruppen.

## Innehållet i sjökorten
Sjökorten visar fyrar, bojar, prickar, kardinalmärken samt andra navigationshjälpmedel man normalt märker ut. I hamnområden kommer bryggor, kranar, bränslestationer, järnvägslinjer, gångvägar och gästhamnsinformation finnas. Även båtvarv, myndigheter, turistinformation och andra allmännyttiga tjänster kommer visas.
Open Sea Map har valt att följa sjökortsstandarden IHO S-57 som möjliggör att man kommer att kunna lägga till nyttig information om objekt och områden direkt i sjökortet. Vektorstruktur gör det möjligt att dölja information man inte har behov av för stunden.
Uppdateringar av sjökortet kan ske i realtid för den som har en uppkoppling.
Vattendjup saknas dock fortfarande, eftersom databasen inte från början varit avsedd för tredimensionella koordinater. Dock är planen att så småningom integrera en batymetrisk modell för att beskriva havsbotten.

### Väderinformation

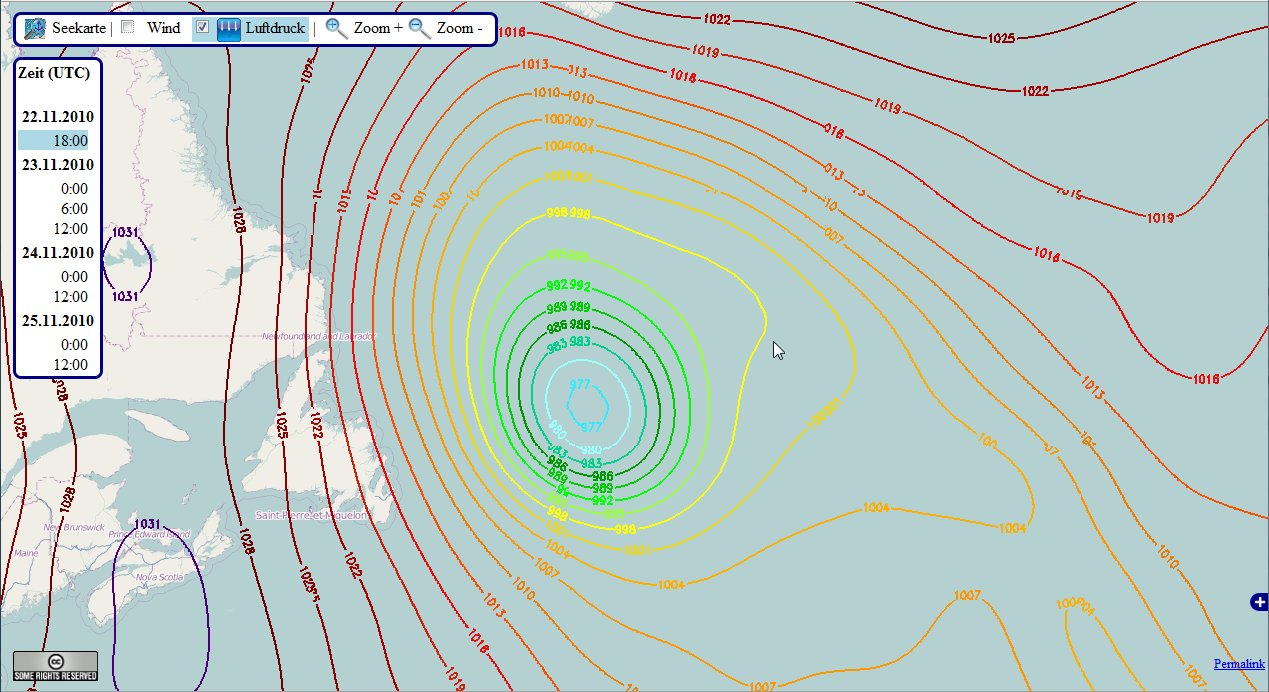
Väderkarta som visar lufttryck

I onlineversionen finns det även tillgång till en tre dagars väderprognos. Informationen är vindstyrka, vindriktning, lufttryck, temperatur, nederbörd samt våghöjd. Dessa uppgifter uppdateras två till tre gånger varje dag för att vara aktuella.

### Wikipediaartiklar på kartan

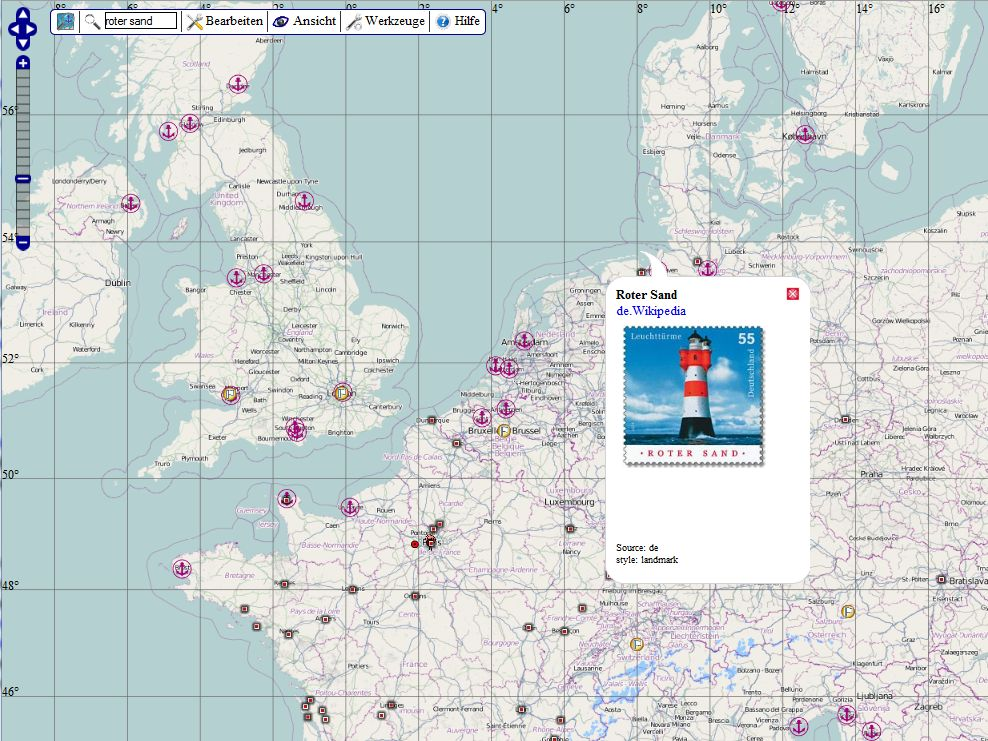
Wikipedia på kartan

Med funktionen "View Wikipedia-Links" kan man få upp alla georefererade artiklar från Wikipedia antingen som ikon eller som en liten bild. Just nu visas ca 1,7 miljoner artiklar på 41 olika språk. Genom att föra muspekaren över en ikon på kartan så dyker en popupruta fram med artikeltitel samt informativ bild om sådan finns i artikeln. Genom att klicka på länken i popuprutan så förs man vidare till wikipediaartikeln.

## Användningsområden
Sjökorten är i första hand till för planering av båtfärder. Tjänsten ska underlätta för turister att hitta den information som kommer att vara relevant när de gör sin färdrutt. Sjökorten är inte menade att ersätta officiella sjökort.
Online Karta
Denna kartan kan användas av alla datorer som har en internetuppkoppling, kartan uppdateras dagligen.
Offline Karta
Kartan kan även sparas lokalt på en datalagringsenhet för att användas av en dator utan internetåtkomst. Denna typen av karta kan även användas av andra elektroniska instrument så som GPS-plottrar, mobiltelefoner och PDAs. Offlinekartorna kan man skapa själv, men det finns även versioner som distribueras färdiga, dessa uppdateras oftast en gång i veckan.
App för Ipad, Iphone, Ipod touch
Fria appen för Open Sea Map fungerar med Ipad, Iphone och Ipod touch. Den verkliga positionen visas på kartan. Varje nedladdat sjökort sparas och kan sedan användas utan internetuppkoppling. Med internetuppkoppling kan appen kolla om det finns nyare versioner av sjökortet. Apple Plats Sök hittar den passande kartdelen och laddar ned den. Appen fungerar över hela världen.
Navigering
Med vissa programvaror är det möjligt att visa tillfällig position direkt på sjökortet när man är uppkopplad till en GPS-enhet. Ett NMEA-gränssnitt kan styra en autopilot, och då kontrollera båten via kartan. Det går även att koppla in AIS-lager för att visa övrig fartygstrafik direkt på kartan.

## Internationalisering
Webbsidan är översatt till sju olika språk; engelska, tyska, franska, italienska, spanska, ryska och arabiska. De verktyg som finns och används är för närvarande dock bara översatta till engelska, tyska och till viss del franska. På kartan skrivs ortnamn efter det lokala språket samt den lokala skriften. Den geografiska täckningen är världsomspännande. Beroende på regioner och antalet aktiva kartografer variera täckningen, men arbetet pågår ständigt och täckningen ökar för varje dag som går.

## Redigering
Det finns i huvudsak två program som används för att redigera kartan och tillföra information:

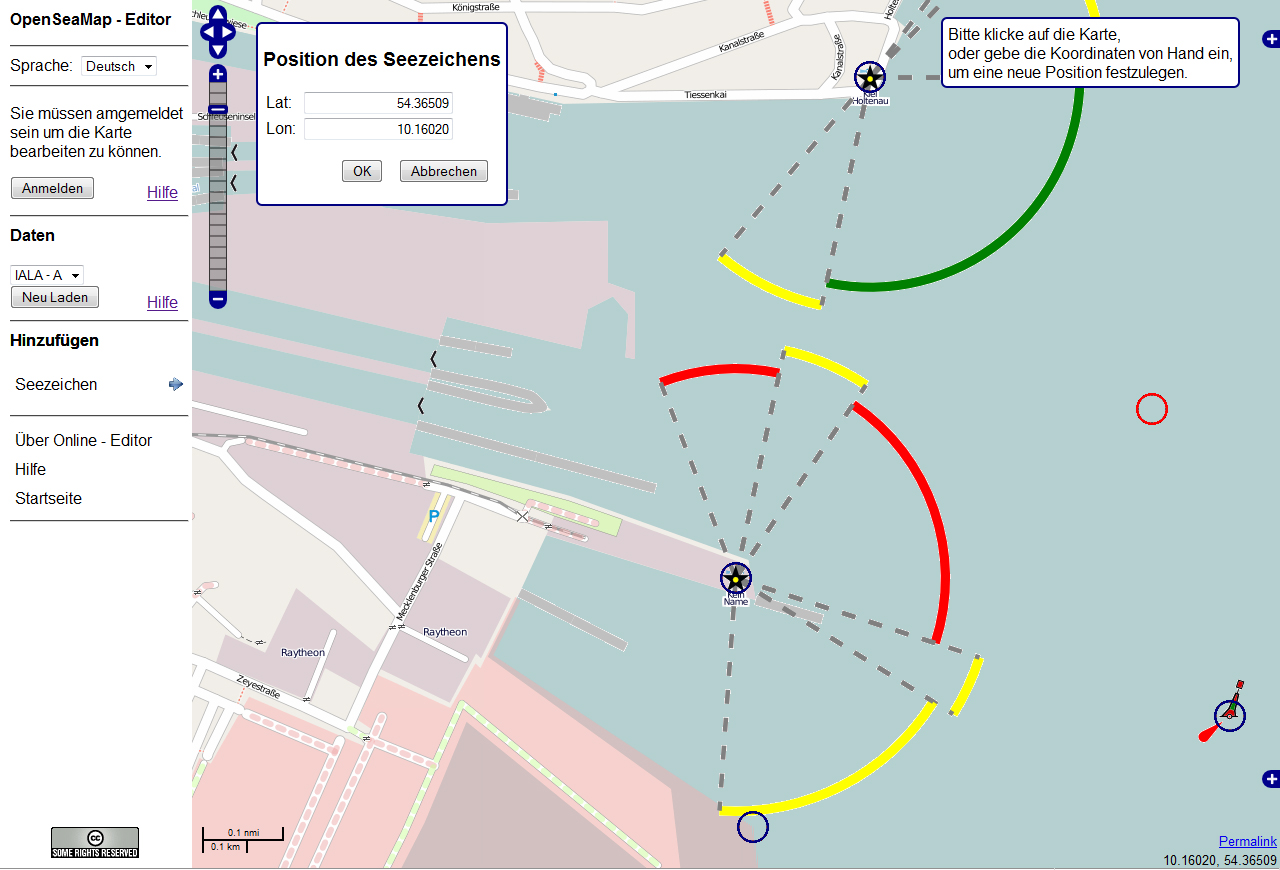
Online Editor

Open Sea Map online-editor
Online editorn har utvecklats speciellt för Open Sea Map. Den förser användaren med ett användargränssnitt på ett enkelt sätt som tillåter användande utan att behöva veta så mycket om grunderna i systemet. Programmet körs i en vanlig webbläsare.
Offline Editor JOSM
Java OpenStreetMap Editor är standardprogrammet för att redigera Open Street Map, programmet har sedan dess utökats med diverse programtillägg däribland även ett för Open Sea Map-projektet. Programmet är skrivet i Java och kan köras på de flesta datorer.

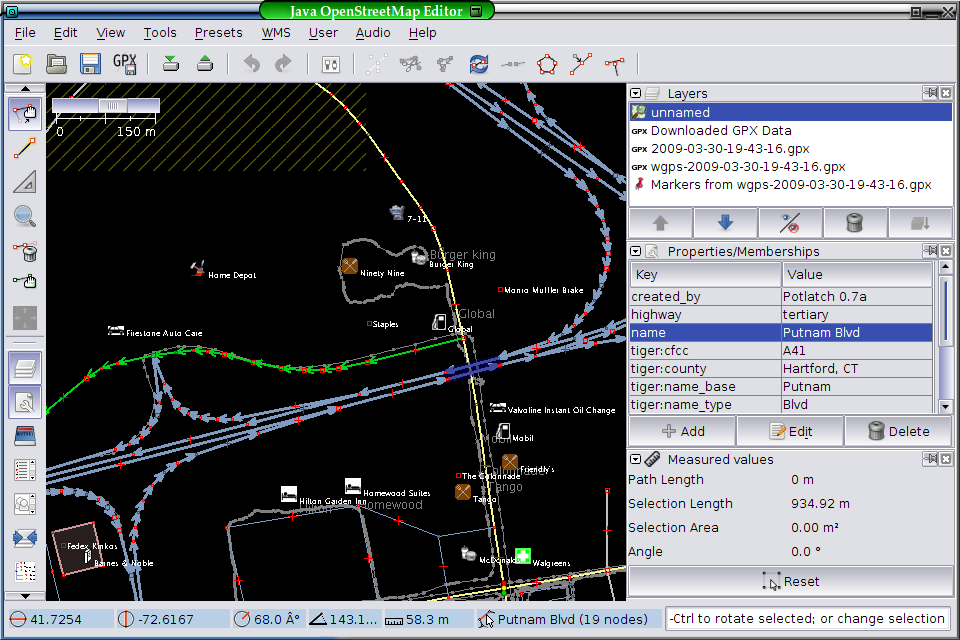
Java OpenStreetMap Editor

För att redigera kartan måste man som utvecklare registrera sig med en verifierad e-postadress. Registreringen är gratis, och syftar till att lättare kontrollera att bra data tillförs, samt minska riskerna för missbruk så som skadegörelse. Det krävs dock ingen registrering för att använda kartan, utan den är alltid tillgänglig för alla oavsett inloggning.

## Framtiden
Projektet är fortfarande väldigt ungt, och utvecklingen kommer förmodligen att fortskrida i flera år. Många funktioner saknas fortfarande, och framförallt många språk. Noggrannheten måste dubbelkollas och all information ska ständigt uppdateras när det sker en förändring. Djupdata saknas fortfarande. Sammanlänkning med den tyska Wikimedia-sidan www.skipperguide.de ger idag riklig information om olika hamnar runt om i världen, dessa hamnar är redan utmärkta på sjökortet, men något annat språk än tyska förekommer i dagsläget inte. Projektet är beroende av volontärarbete och det är öppet för den som har en bra idé, vilja, eller en speciell kunskap att hjälpa till. Även bidrag direkt till Open Street Map gynnar Open Sea Map.